# 樱井青藓
樱井青藓（学名：Brachythecium sakuraii）为真藓科青藓属下的一个种。